# Dimorphia latifrons
Dimorphia latifrons är en tvåvingeart som beskrevs av Malloch 1929. Dimorphia latifrons ingår i släktet Dimorphia och familjen husflugor. Inga underarter finns listade i Catalogue of Life.